# Completude (lógica)
Em lógica matemática e na metalógica, um sistema formal é chamado completo com respeito a uma propriedade específica se toda fórmula tendo a propriedade pode ser obtida usando esse sistema, isto é, é um de seus teoremas; caso contrário, o sistema é dito incompleto.
O termo "completo" também é usado sem qualificação, com significados diferentes dependendo do contexto, geralmente se referindo à propriedade da validade semântica. Intuitivamente, um sistema é chamado de completo nesse sentido particular, se ele pode obter todas as fórmulas verdadeiras.
Kurt Gödel, Leon Henkin, e Emil Leon Post publicaram provas de completude.

## Outras propriedades relacionadas a completude
A propriedade recíproca da completude é chamada corretude: um sistema é correto com respeito a uma propriedade (principalmente validade semântica) se cada um dos seus teoremas possuem essa propriedade.

## Formas da completude

### Completude expressiva
Uma linguagem formal é expressivamente completa se pode expressar o objeto que é destinado.

### Completude funcional
Um conjunto de conectivos lógicos associados com o sistema formal é funcionalmente completo se pode expressar todas as funções proposicionais.

### Completude semântica
Completude semântica é a recíproca da corretude para sistemas formais. Um sistema formal é completo com respeito a tautologia quando todas suas tautologias são teoremas, enquanto que um sistema formal é correto quando todos os teoremas são tautologias (isto é, eles são fórmulas semanticamente válidas: fórmulas que são verdadeiras em qualquer interpretação da linguagem do sistema que é consistente com as regras do sistema. Isto é:
{\displaystyle \models _{\mathcal {S}}\varphi \ \to \ \vdash _{\mathcal {S}}\varphi .}

### Completude forte
Um sistema formal S é fortemente completo ou completo no sentido forte se para todo conjunto de premissas Γ, qualquer fórmula que semanticamente segue de Γ é obtida de Γ. Isto é:
{\displaystyle \Gamma \models _{\mathcal {S}}\varphi \ \to \ \Gamma \vdash _{\mathcal {S}}\varphi .}

### Refutação da completude
Um sistema formal S é refutação-completo se for possível obter um falso de todo conjunto de fórmulas insatisfatível. Isto é,
{\displaystyle \Gamma \models _{\mathcal {S}}\bot \to \ \Gamma \vdash _{\mathcal {S}}\bot .}
Todo sistema fortemente completo é também refutação-completo. Indutivamente, completude forte significa que, dado um conjunto de fórmulas {\displaystyle \Gamma }, é possível computar toda consequência semântica {\displaystyle \varphi } de {\displaystyle \Gamma }, enquanto a refutação-completude significa que, dado um conjunto de fórmulas {\displaystyle \Gamma } e a fórmula {\displaystyle \varphi }, é possível conferir se {\displaystyle \varphi } é um consequência semântica de {\displaystyle \Gamma }.
Exemplos do sistema de refutação completude inclui: resolução SLD nas cláusulas de Horn, superposição em cláusulas equacionais da lógica de primeira ordem, Princípio da Resolução de Robinson em conjunto de cláusulas. Esse último não é fortemente completo: por exemplo, {\displaystyle \{a\}\models a\lor b} se verifica mesmo no subconjunto proposicional da lógica de primeira ordem, mas {\displaystyle a\lor b} não pode ser obtido de {\displaystyle \{a\}} pela resolução. Todavia, {\displaystyle \{a,\lnot (a\lor b)\}\vdash \bot } pode ser obtido.

### Completude sintática
Um sistema formal S é sintaticamente completo ou dedutivamente completo ou maximamente completo se para toda sentença (fórmula fechada) φ da linguagem do sistema, φ ou ¬φ é um teorema de S. Isso também é chamado de negação-completude. Em outro sentido, um sistema formal é sintaticamente completo se e somente se não é possível adicionar uma sentença não demonstrável sem introduzir uma inconsistência. A lógica proposicional verofuncional e a lógica de predicados de primeira ordem são semanticamente completas, mas não sintaticamente completas (por exemplo, a declaração da lógica proposicional consistindo de uma única variável proposicional A, não é um teorema, e nem sua negação, mas essas não são tautologia). O Teorema da incompletude de Gödel mostra que qualquer sistema recursivo que é suficientemente poderoso, como o axioma de Peano, não pode ser consistente e sintaticamente completo ao mesmo tempo.